# Bar Kawowy Piotruś

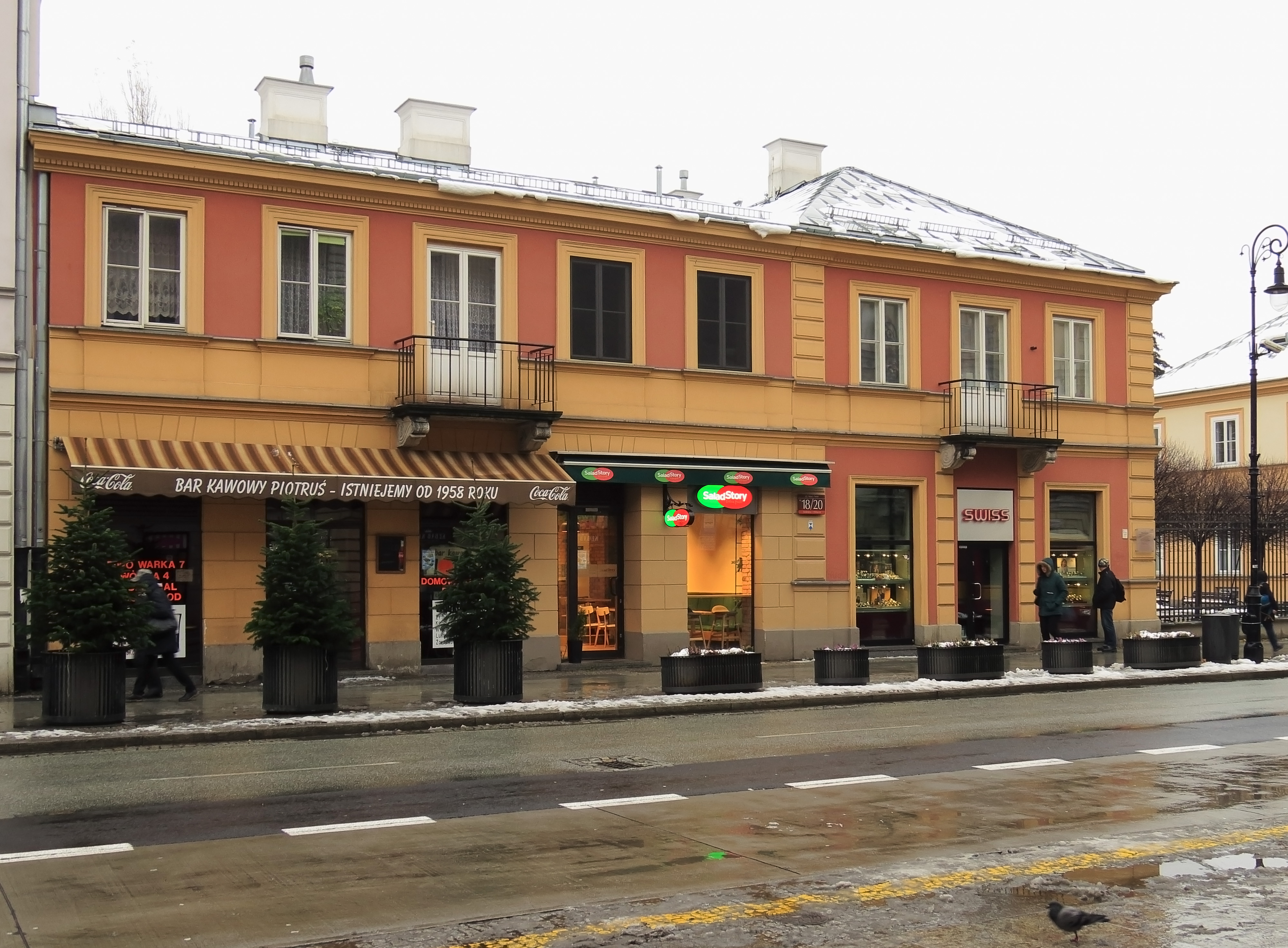
Bar Kawowy Piotruś (2017)

Bar Kawowy Piotruś – lokal gastronomiczny w Warszawie.
Bar Kawowy Piotruś został założony w 1958. Znajduje się w Warszawie przy ul. Nowy Świat 18/20. Od 1985 albo 1986 prowadzi go Irena Dańkowska-Jarząbek, która wygrała wówczas konkurs PSS „Społem” na ajencję lokalu.
Bar jest popularny wśród społeczności gejowskiej oraz artystów. Jego regularnymi bywalcami byli, między innymi: Marek Nowakowski, Marek Gaszyński czy Czesław Niemen. Nowakowski spotykał się w Piotrusiu z bohaterami swoich opowiadań. Jego pamięci poświęcona jest gablota w lokalu. Gaszyński sprezentował zaś oryginał tekstu piosenki Sen o Warszawie, który wisi na ścianie w Barze.
W Barze odbywają się wydarzenia artystyczne: wieczorki literackie, wystawy.
Dorota Masłowska poświęciła lokalowi felieton w „Tygodniku Powszechnym”, który ukazał się następnie jako rozdział książki Mam tak samo jak ty. W Piotrusiu przebywał także Mistrz, bohater literacki Marcina Świetlickiego. W 2002 Bar został wspomniany w wierszu Oranżada z tomiku Marcina Sendeckiego Szkoci dół, a w 2011 w piosence zespołu Pablopavo Indziej z płyty 10 piosenek.
Bar Kawowy Piotruś był laureatem plebiscytu „Orły Gastronomii”.
Antropolożki Ewa Klekot oraz Hanna Schreiber określiły Piotrusia jako jedno z miejsc „sfery kulinarnego dziedzictwa niematerialnego” Warszawy.